# ليام ريدي
ليام ريدي (بالإنجليزية: Liam Reddy) (8 أغسطس 1981 بسيدني في أستراليا - ) هو لاعب كرة قدم أسترالي في مركز حراسة المرمى. لعب مع سيدني إف سي ونادي استقلال طهران ونادي بريزبان رور ونادي سيدني يونايتد 58 ونادي ويلينغتون فينيكس ونيوكاسل يونايتد جتس وباراماتا باور ‏.

## وصلات خارجية
- ليام ريدي على موقع قاعدة بيانات كرة القدم.إي يو (الإنجليزية)